# Imitation of Life (chanson)
Pour les articles homonymes, voir Imitation of Life.
Singles de R.E.M.
The Great Beyond
(2000) All the Way to Reno (You're Gonna Be a Star)
(2001)
Pistes de Reveal
Beat a Drum Summer Turns to High
Imitation of Life est une chanson du groupe de rock alternatif R.E.M., sorti en tant que premier single de leur douzième album studio Reveal le 30 avril 2001. La chanson a atteint la 83e place dans le Billboard Hot 100 et la 22e place dans le classement Modern Rock Tracks. Ce fut le classement le plus bas atteint par un premier single issu d'un album de R.E.M. aux États-Unis depuis Fall on Me de l'album Lifes Rich Pageant en 1986. Le single s'est classé 6e des UK Singles Chart, en faisant le huitième single de R.E.M. à entrer dans le top 10 en Angleterre.

## Historique
Le titre de la chanson provient du film de Douglas Sirk sorti en 1959 et portant le même titre en anglais Imitation of Life, s'appelant Mirage de la vie en français, Peter Buck a dit « Je pensais à l'époque que ce titre était une parfaite métaphore de l'adolescence », ajoutant : « Malheureusement, j'en suis venu à penser que c'est également une métaphore parfaite pour la vie d'adulte aussi,. ».
Peter Buck a également réalisé après la sortie de la chanson que la chanson suivait la même progression d'accords que Driver 8 de l'album de 1985 Fables of the Reconstruction.
Pour la tournée promotionnelle de In Time en 2003, le groupe a développé un nouveau pont pour les performances live de la chanson. Avant cela, le pont n'était qu'instrumental, avec les paroles chantées par Michael Stipe No-one can see you cry marquant le début du refrain. Le nouveau pont contient les mêmes paroles répétées par Michael Stipe et Scott McCaughey trois fois pendant les 22 secondes qu'il dure.
Quand la chanson est interprétée en live, Michael Stipe change la façon dont il chante les deux premiers couplets, utilisant un registre plus bas. Pour Michael Stipe, chanter dans une voix haute est difficile à faire en live. Dans R.E.M. Live, il admet qu'il fait régulièrement des fausses notes dans le refrain.

## Clip vidéo
Le clip du single montre une scène de fête dans une piscine, tournée à Los Angeles par Garth Jennings. Michael Stipe, dans une interview donnée pour MTV UK à l'occasion de An Hour with R.E.M. en 2001, explique comment le clip a été fait. « La vidéo entière a pris vingt secondes pour être enregistrée. Ce que vous regardez est une boucle qui va en avant pendant vingt secondes, en arrière pendant vingt secondes, en avant pendant vingt secondes, en arrière pendant vingt secondes, avec une caméra, statique et qui utilise une technique appelée recadrage, qui est un truc technique qui est utilisé quand ils partent d'un format panoramique réajusté pour correspondre à votre télévision ou à un DVD, zoomant sur certaines parties de l'image. Et vous verrez que l'on fait cela tout en choisissant différentes personnes dans le cadre,. »

## Récompenses
En 2002, R.E.M. a été nommé aux Grammy Awards pour la meilleure performance Pop par un duo ou un groupe avec des chœurs pour cette chanson.
En 2001, le clip vidéo a été nommé aux MTV Video Music Awards pour Breakthrough Video et Best direction (meilleure réalisation pour Gerth Jennings).

## Liste des pistes
- Toutes les chansons sont écrites par Peter Buck, Mike Mills, et Michael Stipe.

### International CD single
- (Royaume-Uni : W559CD, Australie : 9362449942, Japon : WPCR-11011, Brésil : CDWP 056)

1. Imitation of Life - 3:57
2. The Lifting (Version originale) - 5:22
3. Beat A Drum (Démo de Dalkey) - 4:29

### International DVD single
- (Royaume-Uni : W559DVD)

1. Imitation of Life (vidéo)
2. 2JN (audio) - 3:28
3. The Lifting (Version originale) (audio) - 5:22

### US CD single
- (USA : 9 42363-2)

1. Imitation of Life - 3:57
2. The Lifting (Version originale) - 5:22
3. Beat A Drum (Démo de Dalkey) - 4:29
4. 2JN - 3:28
5. Imitation of Life (Vidéo améliorée)

### US 12" vinyl
- (États-Unis : 9 42363-0, pressed on orange-colored vinyl)

1. Imitation of Life - 3:57
2. The Lifting (Version originale) - 5:22
3. Beat A Drum (Démo de Dalkey) - 4:29
4. 2JN - 3:28

## Charts
| Chart (2001)                      | Meilleure position |
| --------------------------------- | ------------------ |
| Charts australiens                | 32                 |
| Charts autrichiens                | 19                 |
| Charts belges (Flandres)          | 8                  |
| Charts belges (Wallonie)          | 7                  |
| Charts canadiens                  | 5                  |
| Charts danois                     | 12                 |
| Charts espagnols                  | 1                  |
| Charts irlandais                  | 12                 |
| Charts italiens                   | 3                  |
| Charts français                   | 99                 |
| Charts hollandais                 | 54                 |
| Charts néo-zélandais              | 18                 |
| Charts norvégiens                 | 4                  |
| Charts suédois                    | 32                 |
| Charts suisses                    | 27                 |
| Charts anglais                    | 6                  |
| U.S. Billboard Hot 100            | 83                 |
| U.S. Billboard Modern Rock Tracks | 22                 |
| U.S. Billboard Adult Top 40       | 15                 |

## Source
- (en) Cet article est partiellement ou en totalité issu de l’article de Wikipédia en anglais intitulé « Imitation of Life (song) » (voir la liste des auteurs).